# Namsan (Seúl)
Namsan (lit. "Montaña del Sur") es un monte de 262 metros de altura en el distrito de Jung-gu en el centro sur de Seúl, Corea del Sur. Aunque conocido como Monte Mongmyeok, o 목멱산, en el pasado, ahora es comúnmente conocido como Namsan. Es un lugar ideal para excursiones, actividades recreativas y ofrece unas buenas vista del skyline del centro de Seúl. La Torre N de Seúl se encuentra en la cima de Namsan.
La montaña y sus alrededores es un parque público mantenido por el gobierno de la ciudad. Es un lugar popular por la vista panorámica de Seúl. También es la ubicación de una estación de señal de humo Mongmyeoksan Bongsudae (Mongmyeoksan Beacon Tower,  Hangul : 목멱산 봉수대), que fue parte de un sistema de comunicación de emergencia desde tiempos remotos hasta el 1895.

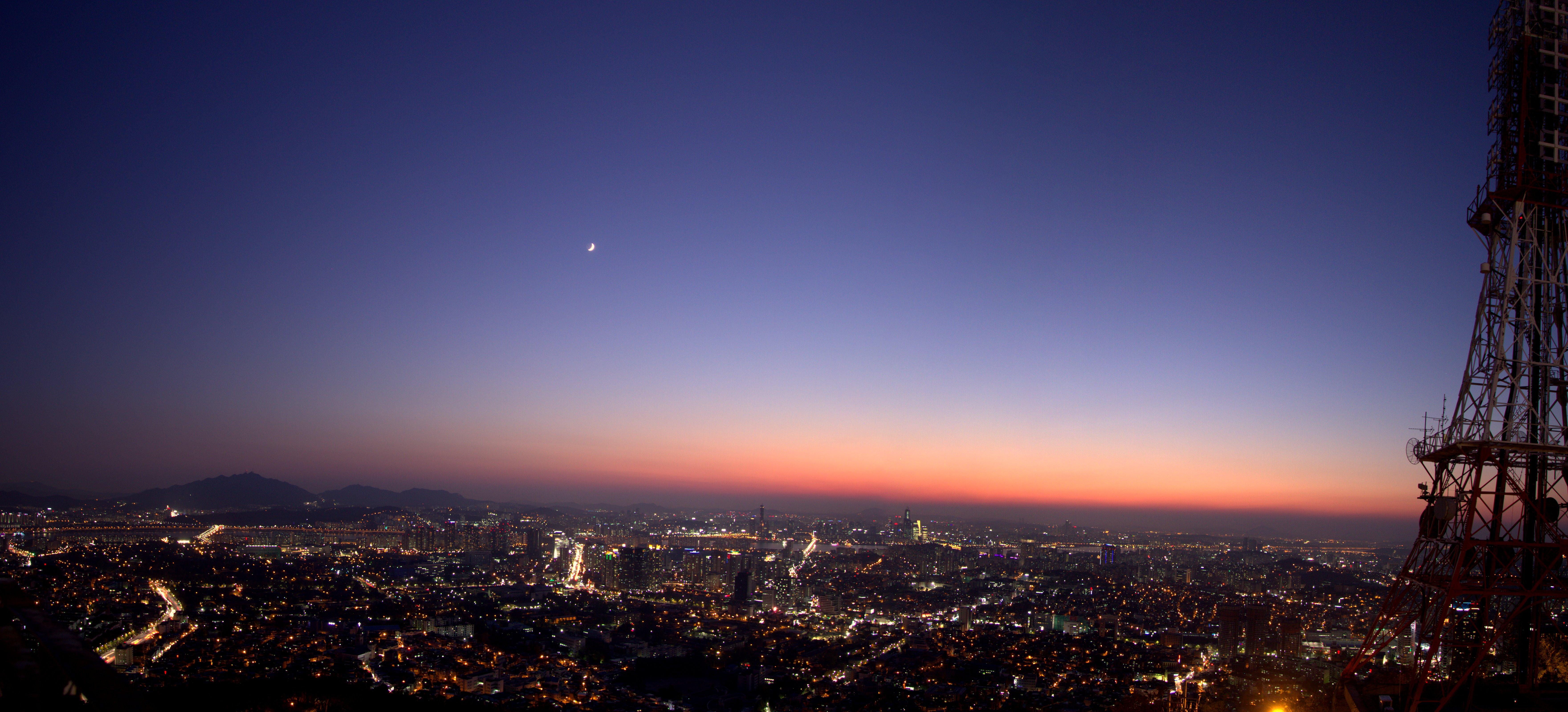